# Sultan Thaha Airport
Sultan Thaha Airport (indonesiska: Bandar Udara Sultan Thaha Syaifuddin, engelska: Jambi Airport) är en flygplats i Indonesien. Den ligger i den västra delen av landet, 600 km nordväst om huvudstaden Jakarta. Sultan Thaha Airport ligger 24 meter över havet.
Terrängen runt Sultan Thaha Airport är platt. Runt Sultan Thaha Airport är det mycket tätbefolkat, med 2 711 invånare per kvadratkilometer. Närmaste större samhälle är Jambi, 5,2 km nordväst om Sultan Thaha Airport. Runt Sultan Thaha Airport är det i huvudsak tätbebyggt.